# リャスコヴェツ
リャスコヴェツ（Lyaskovets (ブルガリア語: Лясковец)）は、ブルガリア北東部の町、およびそれを中心とした基礎自治体。ヴェリコ・タルノヴォ州に属する。ヴェリコ・タルノヴォから南東に10キロメートル、ゴルナ・オリャホヴィツァから南東に2キロメートル、ヤントラ川から南に5キロメートルであり、バルカン山脈の北に位置している。町の名前はハシバミを意味する「レスカ」（леска / leska）、あるいはハシバミの実を意味するレシュニク（лешник / leshnik）に由来し、この地に豊富にハシバミがあることによる。トルコ語での名称はレスコフチャ（Leskofça）である。

## 歴史
この地域は紀元前4千年紀ごろの人の居住が確認されているが、後の第二次ブルガリア帝国の時代に、ブルガリアの重要な町として中世に発展した。それは、町が帝国の首都であるヴェリコ・タルノヴォに近かったためである。聖使徒ペトル・パウェル修道院は、町の宗教的な拠点としての発展を支持した。リャスコヴェツを取り巻く5つの地区は、それぞれの地区にある教会の名（聖アタナス  Св. Атанас / Sv. Atanas、聖ヴァシル Св. Васил /  Sv. Vasil、聖ゲオルギ Св. Георги / Sv. Georgi、聖ディミタル Св. Димитър / Sv Dimitar、聖ニコラ Св. Никола / Sv. Nikola）で呼ばれ、それぞれ異なった時期に形成され後にリャコヴェツの町へと統合したものである。
14世紀のオスマン帝国によるブルガリア征服の後、1538年にセリム2世の裁定によってリャスコヴェツはゴルナ・オリャホヴィツァ、ドルナ・オリャホヴィツァ、アルバナシと共に自治を認められた。これは後の裁定によっても確認されており、たとえば1810年にはマフムト2世などに見られる。リャスコヴェツはブルガリア民族覚醒期には革命活動の拠点となり、18世紀から19世紀にかけて修道院から3つの武装蜂起が発生している。
リャスコヴェツはロシア帝国軍によって1877年6月に無血で解放された。リャスコヴェツ解放より前に、既にオスマン帝国の守衛軍はヴェリコ・タルノヴォがロシア側に制圧されたことを聞かされていたためである。リャスコヴェツの町はブルガリア公国の一部となった。1880年3月15日に村から町に昇格した。
1913年にはマグニチュード7.0の地震が発生し、5つの教会を含む多くのレンガ造りの建物が破壊された。教会などは後に再建されている。地震によって7人の死者と30人の負傷者がでた。
南極のリャスコヴェツ峰（Lyaskovets Peak）はこの町の名にちなんで命名された。

## 町村
リャスコヴェツ基礎自治体（Община Лясковец）には、その中心であるリャスコヴェツをはじめ、以下の町村（集落）が存在している。
| 町/村            | キリル文字 | 人口 (2009年12月) |
| ---------------- | ---------- | ----------------- |
| リャスコヴェツ   | Лясковец   | 8,277人           |
| ドブリ・ディアル | Добри дял  | 1,168人           |
| ドラギジェヴォ   | Драгижево  | 800人             |
| ジュルニツァ     | Джулюница  | 1,900人           |
| コザレヴェツ     | Козаревец  | 915人             |
| メルダニャ       | Мерданя    | 617人             |
| 合計             |            | 13,677人          |

## 宗教
| 宗教構成（リャスコヴェツ） | 宗教構成（リャスコヴェツ） | 宗教構成（リャスコヴェツ） | 宗教構成（リャスコヴェツ） | 宗教構成（リャスコヴェツ） |
| -------------------------- | -------------------------- | -------------------------- | -------------------------- | -------------------------- |
|                            |                            |                            |                            |                            |
| 正教                       | 正教                       |                            | 85.9%                      | 85.9%                      |
| カトリック教               | カトリック教               |                            | 0.3%                       | 0.3%                       |
| プロテスタント             | プロテスタント             |                            | 0.7%                       | 0.7%                       |
| イスラム教                 | イスラム教                 |                            | 3.3%                       | 3.3%                       |
| 無宗教                     | 無宗教                     |                            | 4.7%                       | 4.7%                       |
| 未回答、その他、不明       | 未回答、その他、不明       |                            | 5.1%                       | 5.1%                       |